# David Morillas
David Morillas Jiménez (ur. 28 września 1986 w Águilas) – hiszpański piłkarz występujący na pozycji obrońcy w Rayo Majadahonda.